# Альварез-Брилль, Хосе
Хосе Альварез-Брилль, также иногда произносится и пишется, как Хосе Альварес-Брилль, Жозе Альварез-Брилль, известный также под сценическим псевдонимом JAB (нем. José Álvarez-Brill; 3 февраля 1963 года, Кассель, Германия — 16 октября 2020 года, Берлин, Германия) — немецкий музыкант, композитор и продюсер. Сотрудничал, как музыкант и продюсер с Петером Хеппнером, Йоахимом Виттом, De/Vision, Wolfsheim, X-Perience, и другими. Был одним из основателей, музыкантом и вокалистом (до 2002 года) немецкой готик-рок группы Unhelig, и группы Care Company. Наибольший коммерческий успех Альварезу-Бриллю принес сингл Die Flut (Lied), записанный совместно Петером Хеппнером и Йоахимом Виттом, продюсером которого он выступил. Релиз был отмечен платиновым статусом и разошёлся тиражом более 900 000 экземпляров.

## Биография
Хосе Альварез-Брилль начал в 1982 году обучение по специальностям экономика, управление бизнесом и маркетинг в Университете прикладных наук Аахена (FH Aachen). После завершения учёбы в 1990 году, сразу же начал активно участвовать в различных музыкальных проектах в жанрах евродэнс и дарквейв. Он сформировал команду с Дженто Навахо и Карлосом Пероном — швейцарским продюсером, одним из основателей музыкального проекта Yello. Втроём они выступали под названием 909 (также известны как Nine-O-Nine) и выпустили сингл The Hexer.
В 1992 году все трое стали продюсерами дебютного альбома группы Wolfsheim No Happy View. В том же году он основал собственную студию звукозаписи Pleasurepark Studios, через которую прошли такие артисты, как Schiller, Camouflage, Depeche Mode, Deine Lakaien и многие другие.
В 1993 году Альварез-Брилль совместно с Рохелио Санчесом Торресом основали евродэнс-дуэт Think! Big. Дуэт выпустил кавер-синглы Wouldn’t It Be Good (1993) и Without You (1994). В 1994 году к дуэту присоединились Дуэйн Сьюис и Бренда Хейл, и вместе они основали евродэнс-группу Exit, выпустившую единственный сингл (Don’t Tell Me All Your) Dreams. В 1997 году дуэт Think! Big сменил название на Matanza и выпустил сингл Matador и микстейп La crème du crime, однако коммерческого успеха проект не добился.
В 1998 году был основным продюсером сингла «Die Flut» в исполнении Йоахима Витта и Петера Хеппнера, который продержался в немецких национальных чартах 37 недель, достиг 2-го места и получил платиновый статус, разойдясь тиражом более 900 000 копий.
В 1999 году Альварез-Брилль совместно с Грантом Стивенсом и вокалистом Der Graf основал группу Unheilig, но уже в конце 2002 года покинул проект.
В 2001 году Хосе Альварес-Брилль вместе с Маркусом Рейнхардтом (ex-Wolfsheim) и Карстеном Клатте (Project Pitchfork) создал синти-поп трио Care Company. Группа выпустила альбом In the Flow с синглами Gain Again, Untitled и Dolphins.
В 2003 году он написал и спродюсировал совместно с Günther Jauchзаглавную музыкальную тему для телепередачи Stern TV, которая используется до сих пор.
В 2004 году был номинирован на Музыкальная премия Echo в категории лучший продюсер.
В 2005 году под своим именем он выпустил альбом Zeitmaschine Remixed, в который вошёл сингл Vielleicht?, записанный в сотрудничестве с Петером Хеппнером под названием Alvarez & Heppner.
Его успехи и безупречная работа привлекли внимание издательства Universal Music Publishing, которое в 2005 году заключило с ним долгосрочный контракт.
В период 2000-х годов Альварез-Брилль активно сотрудничает с артистами немецкой и международной синти-поп сцены, такими как De/Vision и X-Perience, Rosenstolz, Kosheen, Northern Lite, помогая им в записи ремиксов и новых версий старых хитов.
В декабре 2009 года, он основал Hard Six Entertainment GmbH и стал совладельцем Orange Glow Production Inc. во Флориде. А в 2017 году совместно с концертным агентством Roko Concerts он основал музыкальный лейбл Fasterone Music в Берлине, в который вошли студия Pleasurepark, издательство The Factory и сам лейбл.
Его последний музыкальный проект Neufeld — трибьют-группа Wolfsheim, созданный совместно с Свеном Кордассом (клавишные и саксофон) и Франком Кёрнером-Штедингом, который с поразительной точностью воспроизводил вокальный стиль Петера Хеппнера. Их целью было возродить классические композиции и позже дополнить их собственным материалом.
Хосе Альварес-Брилль скончался 16 октября 2020 года в Берлине после продолжительной и тяжёлой болезни в возрасте 57 лет.